# Бабгоев, Олег Гамельевич
Олег Гамельевич Бабгоев (род. 29 июля 1990) — российский самбист и дзюдоист, чемпион России и мира по самбо, обладатель Кубка мира по самбо, мастер спорта России международного класса по дзюдо и самбо. В 2016 году возглавил рейтинг сильнейших самбистов планеты в своей весовой категории по версии Международной федерации самбо.

## Спортивные результаты
- Кубок России по дзюдо 2013 года[3] — ;
- Кубок России по дзюдо 2014 года — ;
- Клубный чемпионат Европы по дзюдо 2015 года — ;
- Кубок России по самбо 2015 года — ;
- Кубок мира по самбо им. Аслаханова 2015 года — ;
- Чемпионат МВД РОССИИ по самбо 2015 — года ;
- Чемпионат России по самбо 2016 года — ;
- Супер Кубок Мира по самбо им. Харлампиева 2016 года — ;
- Международный турнир по самбо на призы Президента Беларуси 2016 года — ;
- Международный турнир по самбо на призы Президента Беларуси 2017 года — ;
- Кубок Европы по дзюдо в Сараево 2017 года — ;
- Открытый кубок Европы по дзюдо в Минске 2017 года — ;
- Чемпионат России по дзюдо 2017 года — ;
- Открытый кубок Европы по дзюдо в Болгарии 2018 года — ;
- Гран при по дзюдо в Ташкенте 2018 года — ;
- Открытый кубок Европы по дзюдо в Варшаве 2019 года — ;
- Чемпионат МВД России по дзюдо 2019 года — ;
- Чемпионат России по дзюдо 2019 года — ;
- Таллиннский Открытый чемпионат Европы 2019[4][5] — ;
- Открытый чемпионат Европы в Варшаве 2020[4][5] — ;